# Föderation (Organisationen)
Die Zusammenarbeit von Organisationen kann in Form einer Föderation (vom lat. foedus, foedera: Vertrag, Pakt) erfolgen, die wie eine  politische Föderation organisiert ist: Die Organisationen behalten ihre Eigenständigkeit und arbeiten gleichberechtigt und weitgehend autonom bei der Erreichung gemeinsamer Ziele zusammen. Das Gegenteil von Föderalismus ist der Zentralismus. Wenn Mitglieder einer Föderation Organisationen sind, kann sie auch den Charakter einer Dachorganisation aufweisen.
Beispiele für Föderationen sind
- die internationale Zusammenarbeit weitgehend eigenständiger nationaler Verbände (z. B. FIFA, Europäische Transportarbeiter-Föderation, Europäische Föderation der Psychologenverbände)
- die nationale Zusammenarbeit von Organisationen, die gemeinsame Ziele haben und sich für deren Erreichung verbünden – ansonsten aber autonom arbeiten, z. B. Föderation Deutscher Psychologenvereinigungen, Föderation der Schweizer Psychologinnen und Psychologen